# Prosper Alfaric
Jean Antoine Prosper Alfaric, né à Livinhac-le-Haut le 21 mai 1876 et mort à Paris le 28 mars 1955, est un historien spécialiste du christianisme ancien et du manichéisme.
Prêtre sulpicien ayant perdu la vocation, il mène à partir de 1919 une carrière l'université de Strasbourg où il est le premier titulaire de la chaire d'histoire comparée des religions et y enseigne jusqu'à sa retraite en 1945. Partisan de la thèse mythiste, militant de la Ligue de l'enseignement et de l'Union rationaliste, ses positions critiques sur l’histoire du christianisme primitif et sur le Jésus historique entraînent son excommunication en 1933.

## Biographie

### Origines et vocation
Prosper Alfaric nait le 21 mai 1876 à Livinhac-le-Haut, une commune de l'Aveyron, dans une famille modeste de vignerons, catholique, profondément pieuse, au sein de laquelle il est l'aîné de sept enfants. En raison de la crise du phylloxéra, l'exploitation familiale est ruinée et le père doit se reconvertir en manœuvre. Prosper, qui est élève à l'école congréganiste locale entre 1882 et 1887, s'avère être un élément brillant, excellant au certificat d'études et étudiant le latin avec le prêtre de la paroisse.
En 1888, une bourse lui permet d'intégrer le Petit séminaire de Saint-Pierre à Rodez puis, quatre ans plus tard, le Grand séminaire de Philosophie de Rodez, dirigé par les Sulpiciens. Il y reçoit un enseignement scolastique dont la structure logique le marque durablement, y étudie la théologie et reçoit un enseignement dogmatique marqué par le thomisme. Alfaric perd ses parents en 1894 et doit, à 17 ans, prendre en charge ses six frères et sœurs, qui sont placés dans différents orphelinats religieux.
Réformé du service militaire, il poursuit sa formation et est admis en octobre 1897 au scolasticat sulpicien de Paris. Il suit des cours de philosophie à l'Institut catholique de Paris et y est particulièrement séduit par l'enseignement de l'abbé Clodius Piat qui lui fait découvrir la psychologie expérimentale et l'histoire des idées, qui constituent pour Alfaric autant de révélations.

### Carrière ecclésiale
En 1898, après avoir été admis au sous-diaconat, il est nommé professeur de philosophie au Grand séminaire de Bayeux à Sommervieu, dans un environnement ecclésiastique traditionaliste. Ordonné prêtre à Paris le 1er avril 1899, le jeune professeur achève sa formation au noviciat sulpicien de la Solitude à Issy-les-Moulineaux, dans un environnement préservé qui le tient à l'écart des turbulences de la crise moderniste qui agitent le catholicisme français.
En 1902, il reprend l'enseignement à Bayeux où son évolution intellectuelle commence lorsqu'il s'attache à lire méthodiquement les philosophes modernes Descartes, Spinoza, Leibniz, Kant et Herbert Spencer, ce dernier l'impressionnant particulièrement. Il s'intéresse alors aux publications de l'exégète catholique Marie-Joseph Lagrange et sa Revue biblique, ainsi qu'à l'historien et théologien Alfred Loisy et sa Revue d'histoire et de littérature religieuse, Loisy dont il suit bientôt avec passion les travaux. Il est également fort impressionné par l'ouvrage d'Albert Houtin sur Les questions bibliques chez les catholiques de France au XIXe siècle tandis que la lecture du Quatrième Évangile de Loisy fait s'effondrer sa croyance en l'Évangile.
Se trouvant déjà dans un grand embarras intellectuel, Alfaric est nommé en 1904 professeur de dogmes au Grand Séminaire de Bordeaux mais est bientôt contraint de quitter l'établissement religieux par les effets de la loi Combes sur les congrégations. L'année suivante, il est invité à enseigner au Grand séminaire d'Albi par l'archevêque d'Albi Eudoxe Irénée Mignot, partisan d'une modernisation de la foi catholique et qui incarne alors, en pleine crise moderniste, « l'espoir d'une réconciliation entre les jeunes sciences religieuses et l'Église ». À Albi, il tente d'allier sa « mysticité première et [son] esprit critique récemment développé » en enseignant la dogmatique sur un plan strictement historique, mais l'équilibre trouvé lui reste précaire. 

### Rupture
Les publications en 1907 du décret Lamentabili puis de l'encyclique Pascendi par le pape Pie X, qui entend condamner radicalement le modernisme, provoquent chez Alfaric une profonde crise de conscience et le cheminement intellectuel qui en résulte lui fait progressivement perdre toute forme de croyance. 
Le dénouement de cette crise personnelle, qui l'a impacté à la fois sur le plan intellectuel et sur le plan religieux, aboutit vers 1909-1910 à sa sortie de l'Église, qu'il décrit dans De la foi à la raison (1955) —  un livre de mémoires paru l'année de sa mort, dans lequel il retrace les expériences et réflexions qui l’ont conduit à quitter l’Église — comme un « exode » qu'il ressent comme un passage de la servitude à la liberté. De manière étonnante et probablement par reconnaissance, il rédige encore  en 1907 pour l'archevêque Mignot un mandement sur Les nécessités de l'enseignement chrétien et, bien qu'il ait déjà perdu la foi, un autre sur Les harmonies des dogmes et de la raison, ainsi que divers éléments d'une apologie du mouvement du Sillon, alors  mis à mal par le courant conservateur de l'Église et dissous peu après.
Bien qu'ils ne se connaissent pas personnellement, Alfaric sollicite alors conseil auprès de Loisy en vue de sa reconversion vers la vie laïque : ce dernier lui offre alors ses conseils et lui ouvre son carnet d'adresses.

### Enseignant
Ayant obtenu à Paris un poste de répétiteur au Collège Chaptal en 1914, Alfaric, rendu à la vie laïque, reprend alors son cursus universitaire et, le 29 juillet 1915, épouse Jeanne Prévot, employée des postes, avec laquelle il a trois filles. Encouragé par de grands maîtres parisiens, il soutient en 1918 en Sorbonne deux thèses préparées en Allemagne, l'une sur l’Évolution intellectuelle de saint Augustin et l'autre sur Les écritures manichéennes – couronnée par l’Académie des inscriptions et belles lettres. Bien qu'elle ait reçu le prix de l’Académie des Sciences morales et politiques, la thèse sur saint Augustin apparaît à certains comme iconoclaste et provoque de multiples réactions, dont celle — négative — de Loisy, au point que plusieurs ouvrages favorables aux Confessions paraissent en réponse dans les années qui suivent.
Néanmoins, la qualité de ses recherches lui ouvre les portes du milieu universitaire et, avec les encouragements de Camille Jullian et l’appui des historiens Ernest Lavisse, Lucien Lévy-Bruhl, Salomon Reinach et Charles Guignebert, il pose sa candidature à la Faculté des Lettres de Strasbourg. Celle-ci se heurte à la résistance des Alsaciens conservateurs qui voient dans cette candidature une provocation laïque à leur encontre et obtiennent qu'Alexandre Millerand, alors Commissaire général de la République à Strasbourg, oppose un veto contre lequel se mobilisent les soutiens universitaires d'Alfaric.
Il est ainsi engagé à l'université où il devient le premier titulaire de la chaire d’Histoire des religions nouvellement créée dans le but « d'établir un contrepoids laïc à l'enseignement des deux facultés de théologie, maintenues dans l'université de Strasbourg par statut dérogatoire ». Strasbourg devient ainsi, après Paris, le centre le plus important pour l’étude de l’histoire des religions.
Alfaric y officie comme chargé de cours (1919-1920), puis comme professeur adjoint (1921-1924) et enfin comme professeur titulaire jusqu'en 1945, tout en donnant également et volontiers des conférences populaires dans les différents cafés de la ville. Il met sur pied l’Institut d’histoire des religions, un musée d'étude ainsi que la bibliothèque, qui compte dès 1923 plusieurs milliers d'ouvrages. Mais le cours d'histoire des religions n’attire que peu d’étudiants et son activité la plus importante est consacrée à la Commission des Publications de la Faculté des Lettres de l’Université de Strasbourg – les futures Presses universitaires de Strasbourg –  dont il a pris la direction et à laquelle il assure un véritable rayonnement scientifique tant en France qu'à l’étranger. 
Alfaric accorde en outre une grande importance à l'enseignement pour tous et, s'intéressant à Jean Macé, devient en 1926 président de l'antenne régionale la Ligue de l'enseignement,  le Cercle Jean Macé de Strasbourg. En 1929, il reçoit le prix de l’Académie des Sciences morales et politiques, pour Pierre Laromiguière et son École, mais ses prises de positions mythistes, qui d'une part lui aliènent progressivement le milieu académique et par ailleurs lui valent une excommunication majeure « vitandus » et une en juillet 1933, amenuisent considérablement son rayonnement qui s'exerce dès lors surtout en dehors de l’université, auprès d'un public alsacien restreint par le biais du Cercle Jean Macé.
En 1939, Alfaric reçoit à nouveau le prix de l’Académie des Sciences pour Les manuscrits de la « Vie de Jésus » d’Ernest Renan (1939). Quand éclate la seconde Guerre mondiale, Alfaric accompagne l'université de Strasbourg dans son repli à Clermont-Ferrand, où il continue à enseigner l’histoire des religions jusqu’en 1945. Au lendemain du conflit, il prend sa retraite, le 5 novembre 1945,  et l'historien Marcel Simon reprend son enseignement, avant d’être nommé titulaire de la chaire d’histoire des religions en 1947. Il milite alors à la Ligue de l'enseignement dont il préside Cercle parisien en 1949 et au sein de laquelle il fonde la même année le Cercle Ernest Renan, voué à l'histoire des religions, à la critique biblique et à la recherche des origines du christianisme. Il adhère également à l'Union rationaliste, qui lui confie la présidence peu avant sa mort qui survient à son domicile parisien de la rue Belliard le 28 mars 1955. 

## Travaux

### Religions orientales
Prosper Alfaric s'intéresse assez tôt au manichéisme, sujet à propos duquel il apporte des contributions notables, aidant notamment Paul Pelliot à commenter Un traité manichéen retrouvé en Chine paru en 1911. Par ailleurs, sa thèse de doctorat sur le manichéisme tel que le connaissait Augustin d'Hippone parue en 1918 brosse un large éventail des doctrines théologiques et morales manichéennes.
Alfaric est l'auteur de nombreux articles sur les origines du christianisme, vivement intéressé par tout ce qui y touche y compris le gnosticisme, les hérésies ou encore l'essénisme. Membre de  la Société asiatique, il s'intéresse également aux religions orientales et publie en 1917 un long article sur « La vie chrétienne du Bouddha » dans le Journal asiatique. Plusieurs de ses travaux touchent en outre à l’Iran : dans un article intitulé « Zoroastre avant l’Avesta » paru en 1921, il défend par exemple l’hypothèse de l’existence d’un poème grec attribué à Zoroastre dès le VIe siècle av. J.-C. mais la théorie est aussitôt réfutée par Franz Cumont, l'année suivante.  

### Théorie mythiste
Dans la lignée de la méthode historico-critique, qui prend son essor en France depuis le XIXe siècle dans le domaine des religions avec les travaux de l’orientaliste Eugène Burnouf, puis de celle de la critique historique telle que la pratiquent et l’enseignent l'exégète dominicain Albert Lagrange ou encore l'historien Alfred Loisy — qui a lui aussi quitté le sacerdoce catholique et est excommunié en 1908 — Alfaric développe une lecture « mythologique » de la figure de Jésus : celle-ci ne relèverait pas d’un récit historique, mais d’un récit traditionnel communautaire à portée symbolique, à l'instar d'autres figures antiques de fondateurs de communautés religieuses. 
En 1929, il publie une traduction de l’évangile selon Marc, accompagnée d’un examen critique intitulé Pour comprendre la vie de Jésus dans lequel il en vient ainsi à considérer que « la personnalité de Jésus, qui a dominé jusqu’ici l’esprit des historiens aussi bien que celui des croyants, s’évanouit peu à peu, au regard des premiers, dans les régions du mythe ».  En 1932, il publie Le problème de Jésus et les origines du christianisme avec la collaboration du médecin Paul-Louis Couchoud et du sociologue Albert Bayet, dans lequel est développée la thèse de l'inexistence de Jésus et qui lui vaut son excommunication. 
Dès les années 1930, des hypothèses mythistes sont réfutées par Alfred Loisy puis par Maurice Goguel, et le ralliement à celles-ci par Alfaric occasionne en octobre 1930 une vive altercation et une rupture avec Charles Guignebert. Quand ce dernier, dans son Jésus paru en 1933, réfute des thèses des théoriciens mythistes, il ne cite pas Prosper Alfaric et écrit : « les efforts, souvent érudits et ingénieux des mythologues n'ont gagné à leurs thèses aucun des savants indépendants (...) que rien n'empêcherait se s'incliner devant un fait bien établi ».

### Postérité
En 1939, il publie encore une étude sur les manuscrits de la Vie de Jésus d’Ernest Renan mais sur le plan scientifique, l'influence d'Alfaric, qui adopte « des positions de plus en plus aberrantes », n'a cessé de s'amenuiser.  Après sa mort, une compilation de dossiers inachevés est réunie en 1959 sous le titre Origines sociales du christianisme par les Publications de l'Union rationaliste mais la cause mythiste est progressivement démonétisée : Marcel Simon, successeur d'Alfaric à Strasbourg, s'étonne avec quelque peu d'ironie en 1968 de la fidélité à la thèse mythiste de l'Union rationaliste dont Prosper Alfaric est « promu par [celle-ci] comme pape infaillible » de l'histoire religieuse et, en 1982, l'historien Henri Guillemin décrit la thèse d'Alfaric comme « entièrement impraticable, aucun historien, à quelque courant de pensée qu'il appartienne, ne [sachant] désormais s'y rallier ». 
De manière générale, au XXIe siècle, la question de l'existence de Jésus ne se pose plus dans le champ académique, « dépassée aujourd'hui, sauf dans une certaine presse trop marquée par l'idéologie et pas assez par la connaissance scientifique », la recherche scientifique s'attachant moins aux enjeux d'historicité tels qu'ils avaient cours à l'époque d'Alfaric qu'à  « saisir les processus de construction mis en œuvre par les communautés religieuses, elles-mêmes soumises à des facteurs sociétaux extra-communautaires, dans l’édification de leur figure fondatrice ».  
Ainsi, en 2013, le philosophe Michel Onfray, qui reprend à son compte la thèse de la fiction mythologique de Couchoud et d'Alfaric et a préfacé un recueil de textes d'Alfaric publié en 2005 aux éditions Coda, constate, pour le déplorer, qu' « un demi-siècle [après sa mort], [les] livres [d'Alfaric] ne se trouvent plus, n'ont jamais été réédités, son nom ne dit plus rien à personne, son travail semble ne jamais avoir existé ».

## Publications
- Jésus a-t-il existé ? (préf. Michel Onfray) (Recueil d'articles contenant notamment  Jésus a-t-il existé ? (1932), Comment s’est formé le mythe du Christ ? (1947), Le problème de Jésus (1954)), Coda, 2005 (ISBN 978-2-8496-7022-4)
- A l'école de la raison : études sur les origines chrétiennes, éd. Nouvelles éditions Rationalistes, 1988 (1re éd. 1959)
- Origines sociales du christianisme, Publications de l’Union rationaliste, 1959
- De la foi à la raison : Scènes vécues, Publications de l'Union rationnaliste, 1955 (ISBN 979-10-410-4688-1).
- Jean Macé, fondateur de la Ligue française de l'enseignement, Le Cercle Parsien de la Ligue française de l'enseignement, 1955.
- Les manuscrits de la « Vie de Jésus » d'Ernest Renan, Publications de la faculté des Lettres de l’université de Strasbourg, 1939 (no 90), 1939.
- Pour comprendre la vie de Jésus, Examen critique de l'évangile selon Marc, éd. Rieder, Paris, 1929
- La plus ancienne vie de Jésus : l'évangile selon Marc (traduction nouvelle avec introduction et notes). éd. Rieder, Paris, 1929
- Laromiguière et son école : Étude biographique, Les Belles lettres, 1929.
- Zoroastre avant l'Avesta. éd. Nourry 1921
- Les Écritures manichéennes, 2 tomes : I. Vue Générale et II. Étude Analytique, éd. Émile Nourry, 1918.
- L' Évolution intellectuelle de saint Augustin. Du manichéisme au néoplatonisme. éd.Émile Nourry, Paris, 1918.

### Collectifs
- P. Alfaric, Paul-Louis Couchoud et Albert Bayet, Le Problème de Jésus et les Origines du Christianisme, éd. Bibliothèque Rationaliste, Les Œuvres représentatives, Paris, 1932.
- Avec Ernest Hoepffner, La Chanson de Sainte Foy, t.I : Fac-similé du manuscrit et texte critique, introduction et commentaire philologiques par Ernest Hoepffner ; t. II : traduction française et sources latines, introduction et commentaire historiques par P. Alfaric, Paris, les Belles-Lettres, 1926.

### Articles
- « Les prologues de Luc », in Revue de l'histoire des religions, 1937, vol.58-115, p. 37-52.
- « Le Jésus de Paul », in Revue de l'histoire des religions, 1927, vol.48-95, p. 256-286.
- « Gnostiques et gnosticisme », in Revue de l'histoire des religions, 1926, vol.47-93, p. 108-115.
- « La préparation évangélique », in Revue de l'histoire des religions, 1925, vol.46-91, p. 153-174.
- « Christianisme et gnosticisme », in Revue historique, 1924, vol. 145, p. 42.

## Postérité
On trouve  une avenue Prosper-Alfaric à Decazeville, et une rue Prosper-Alfaric à Igny et à Vénissieux ;  il existe aussi une école primaire Prosper-Alfaric dans son village natal de Livinhac-le-Haut.

## Distinctions
- Chevalier de la Légion d'honneur (5 mars 1934)[45]
- Officier de la Légion d'honneur (4 janvier 1951)[45]
- Officier de l'Instruction publique[46]
- Médaille Blanchet de l'Académie des inscriptions et belles-lettres[46]